# Loma Grande (Texas)
Loma Grande è un census-designated place (CDP) degli Stati Uniti d'America della contea di Zavala nello Stato del Texas. La popolazione era di 107 abitanti al censimento del 2010. È stato creato per distacco dal CDP di Las Colonias.

## Geografia fisica
Loma Grande è situata a 28°43′20″N 99°49′58″W (28.722077, -99.832709).
Secondo lo United States Census Bureau, il CDP ha una superficie totale di 0,18 km², dei quali 0,18 km² di territorio e 0 km² di acque interne (0% del totale).

## Società

### Evoluzione demografica
Secondo il censimento del 2010, la popolazione era di 107 abitanti.

### Etnie e minoranze straniere
Secondo il censimento del 2010, la composizione etnica del CDP era formata dal 93,46% di bianchi, lo 0,93% di afroamericani, lo 0% di nativi americani, lo 0% di asiatici, lo 0% di oceanici, il 5,61% di altre razze, e lo 0% di due o più etnie. Ispanici o latinos di qualunque razza erano il 100% della popolazione.